# Hurstbourne
Hurstbourne är en stad i Jefferson County, Kentucky, USA. År 2000 hade staden 3 884 invånare. Den har enligt United States Census Bureau en area på 4,8 km², allt är land.